# 鬼父2
『鬼父2』（オニチチ2）は、ブルーゲイルから発売されたアダルトゲーム作品、およびそれを原作とするアダルトアニメである。

## 登場人物
牧野 賢一
主人公。妻を亡くして以来男手ひとつで四姉妹を育て上げたが、交通事故による頭部強打が原因で、性欲を抑えられなくなる。
牧野 遥（まきの はるか）
声：計名さや香
賢一の長女。明るく前向きである反面、いい加減なところが目立つ。
牧野 棗（まきの なつめ）　
声：安堂りゅう
次女。小柄な体格だが、気が強く腕に自信があり、剣道部に所属している。
牧野 晶（まきの あきら）　
声：岩泉まい
三女で、棗の双子の妹にあたる。家では料理を担当している。棗とは対照的に勉強は得意。
牧野 ふゆ（まきの ふゆ）　
声：御苑生メイ
四女。母の死に自責の念を抱いており、棗から母の死の原因について責められたことがあり、棗に対して少々苦手意識がある。勉強は得意。

## OVA
鬼父2
2010年10月29日に上巻『おバカな袴っ娘の反省』が、2010年11月26日に下巻『巨乳と天然と癒しと嫉み』発売。
鬼父2 REVENGE
『巨乳エプロンパイズリ搾りとほのぼの腹黒お漏らし♥』は2013年11月29日発売。
『卑されおかっぱお袴”ッ娘倍返し♥』は2014年3月28日発売。
鬼父2 harvest
『天然巨乳のハメロス日和』2015年1月30日発売。